# مجدی یعقوب
سِر مجدی حبیب یعقوب(۱۶ نوامبر ۱۹۳۵) پزشک و جراح قلب و سینه شاغل در مؤسسه ملی قلب و سینه انگلستان، عضو انجمن سلطنتی و عضو امپریال کالج لندن می‌باشد. وی بنیانگذار و مدیر مرکز علوم قلب هیرفیلد در هیرفیلد لندن بزرگ را بر عهده دارد.
یعقوب در ۱۶ نوامبر ۱۹۳۵ در بلبیس مصر متولد شده و در سال ۱۹۵۷ از دانشگاه قاهره فارغ‌التحصیل گردید وی تحصیلات پزشکی را در لندن ادامه داد و سپس بعنوان استادیار در دانشگاه شیکاگو به آموزش پرداخت. او از سال ۱۹۷۳ تا ۲۰۰۱ جراح مشاور در بیمارستان‌های رویال برامپتن و هیرفیلد بوده و در سابقه کاری او بیش از ۲۵۰۰ مورد جراحی پیوند قلب و ریه وجود دارد و در زمینه جراحی‌های مادرزادی قلب صاحب سبک است.
یعقوب در سال ۱۹۹۱ بخاطر اقدامات مفید و موثرش لقب شوالیه را دریافت کرد و از آن پس سِر مقدی یاکوب نامیده شد همچنین جایزه آکادمی علوم پزشکی در سال ۱۹۹۸ به او تعلق گرفت و در ۱۹۹۹ به عضویت انجمن سلطنتی درآمد.
وی علاوه بر فعالیت‌های جراحی، در تحقیقات سلول‌های بنیادی و تحقیقات حسگرهای بیسیم قلب با کالج سلطنتی همکاری داشته‌است. از وی بیش از ۱۰۰۰ مقاله علمی چاپ و نشر شده‌است.
فعالیت‌های علمی یعقوب مختص انگلستان نبود و بنیاد او در مصر، قطر، موزامبیک و اتیوپی فعال می‌باشد.

## زندگی‌نامه
مجدی یعقوب در ۱۶ نوامبر سال ۱۹۳۵ در بلبیس، استان شرقی (مصر)، مصر در یک خانواده مسیحیان قبطی به دنیا آمد، دوران کودکی خود را در تعدادی از شهرهای کوچک گذراند.